# Strada statale 751 Fondo Valle del Rivolo
La strada statale 751 Fondo Valle del Rivolo (SS 751) è una strada statale italiana il cui percorso si sviluppa in Molise. Collega Campobasso alla valle del Biferno nei pressi di Castropignano.

## Percorso
La strada ha origine senza soluzione di continuità dalla strada statale 711 Tangenziale Ovest di Campobasso nei pressi di Coste di Oratino.
Il tracciato si sviluppa quindi verso nord-ovest tra Oratino e Santo Stefano, giungendo infine sulla strada statale 647 Fondo Valle del Biferno nei pressi di Castropignano.

## Storia
Arteria dalla storia travagliata iniziata addirittura nel 1987, viene aperta al traffico il 29 marzo 2015. Precedentemente classificata come strada provinciale Fondo Valle del Rivolo, diventa oggetto del cosiddetto piano Rientro strade, per cui la competenza è passata all'ANAS il 1º ottobre 2018 la quale la ha provvisoriamente classificata come nuova strada ANAS 515 S.P. 159 F.V. del Rivolo (NSA 515).
La strada ha ottenuto la classificazione attuale nel corso del 2019 con i seguenti capisaldi di itinerario: "Innesto con la S.S. n. 711 (km 2+440) - Innesto con la S.S. 647 (km 18+800) Fondo Valle del Biferno".